# Expedition 50
Expedition 50 è stata la 50ª missione di lunga durata verso la Stazione spaziale internazionale.

## Equipaggio
| Ruolo               | Novembre 2016                            | Novembre 2016 – Marzo 2017               |
| ------------------- | ---------------------------------------- | ---------------------------------------- |
| Comandante          | Robert Kimbrough, NASA Secondo volo      | Robert Kimbrough, NASA Secondo volo      |
| Ingegnere di volo 1 | Sergej Ryžikov, Roscosmos Primo volo     | Sergej Ryžikov, Roscosmos Primo volo     |
| Ingegnere di volo 2 | Andrej Borisenko, Roscosmos Secondo volo | Andrej Borisenko, Roscosmos Secondo volo |
| Ingegnere di volo 3 |                                          | Oleg Novickij, Roscosmos Secondo volo    |
| Ingegnere di volo 4 |                                          | Thomas Pesquet, ESA Primo volo           |
| Ingegnere di volo 5 |                                          | Peggy Whitson, NASA Terzo volo           |

FonteSpacefacts